# Détroit de Hōyo
Le détroit de Hōyo (豊予海峡, Hōyo Kaikyō) est un détroit situé au Japon, entre l'île de Shikoku et celle de Kyūshū. C'est l'endroit le plus étroit du canal de Bungo, délimité d'un côté par la péninsule de Saganoseki et de l'autre par la péninsule de Sadamisaki. L'île de Takashima est située au centre du détroit.
L'astéroïde (96254) Hoyo porte son nom.

## Galerie

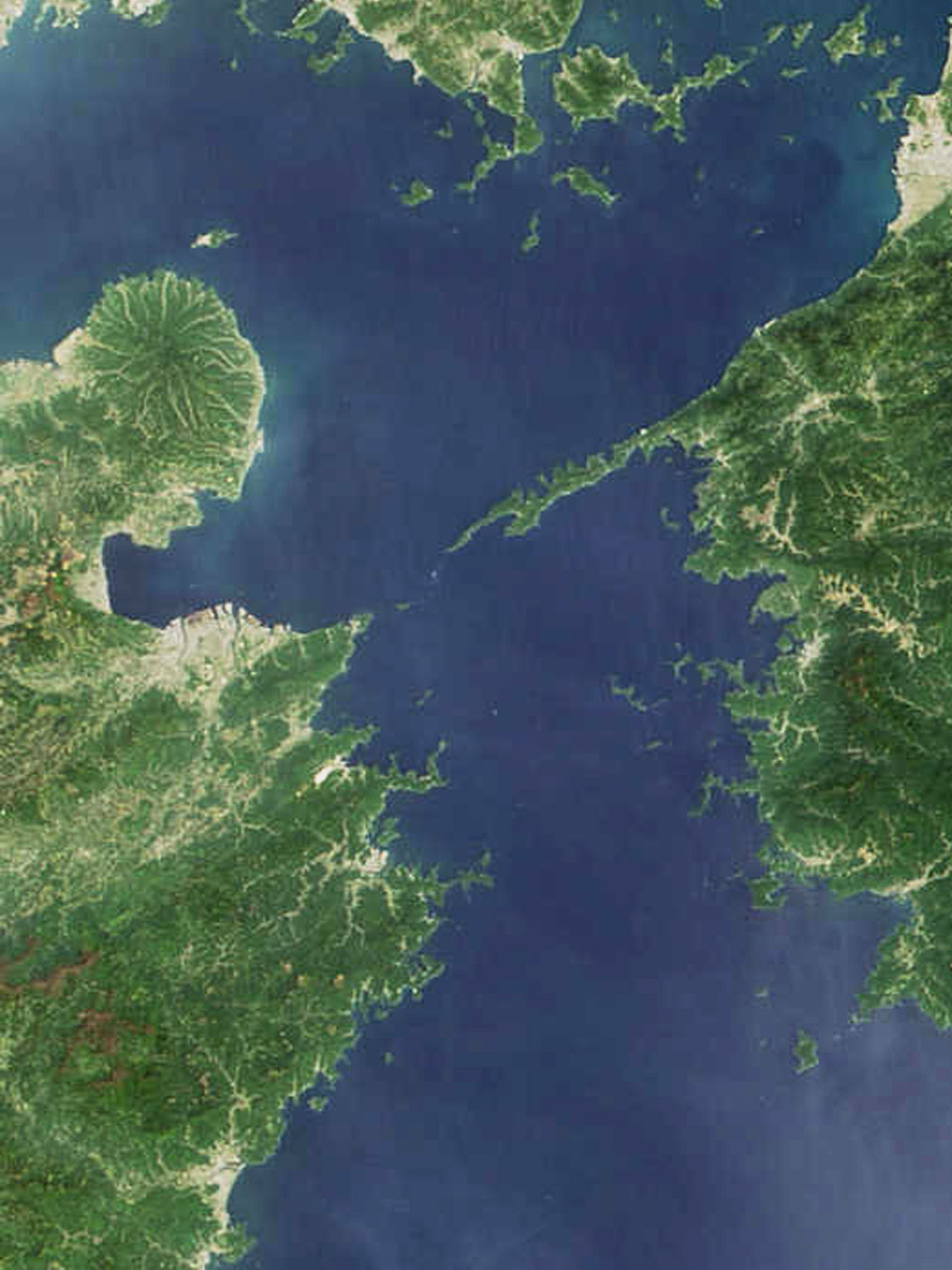
On peut remarquer sur cette photographie par satellite l'étroitesse du détroit.
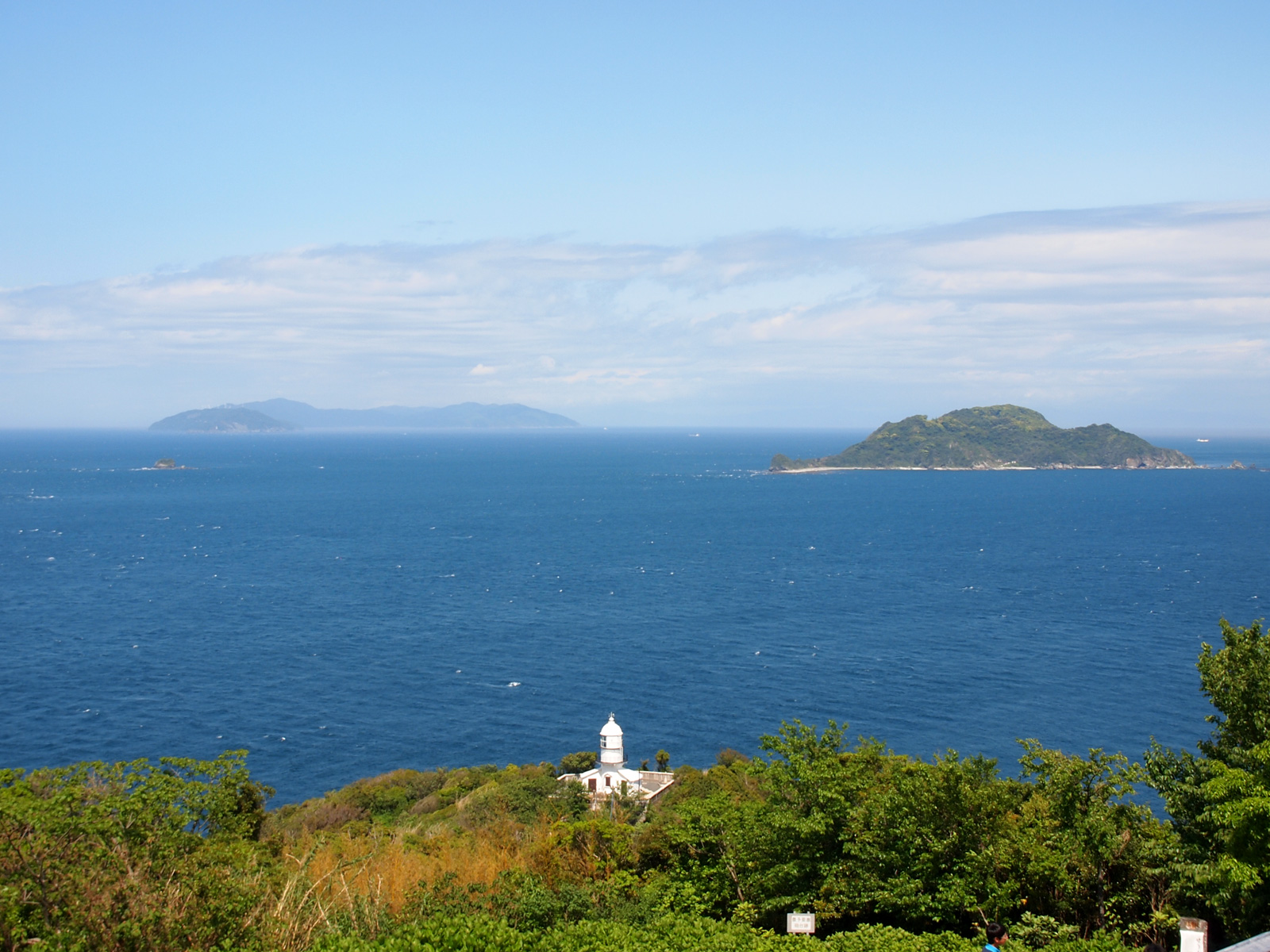
Le phare de Sekizaki permet aux bateaux de passer le détroit sans risque.